# Integrationsbeauftragter (Legislative)
Der Integrationsbeauftragte einer Fraktion im Deutschen Bundestag ist ein von seiner Fraktion ernannter Abgeordneter, der innerhalb seiner Fraktion die Aufgabe hat, den Schwerpunkt Integration in seiner Gesamtheit nach außen wie innen hin anzusprechen und neue Konzepte und Impulse zu erarbeiten. Dazu vernetzt er Mitglieder der Fraktion, Regierungsvertreter aus Bund und Ländern, Wissenschaftler sowie relevante zivilgesellschaftliche Akteure untereinander, um mit ihnen gemeinsam neue Anreize zur Ausgestaltung der Integrationspolitik zu schaffen. Da das Thema „Integration“ nicht klar einem Ausschuss zugeordnet ist, handelt es sich auch beim Integrationsbeauftragten um einen Abgeordneten, der diesen Schwerpunkt in vielen parlamentarischen Gremien anspricht und vertritt.
Um seine Aufgabe wirksam erledigen zu können, kann er außerordentliche Gremien schaffen, die ihn in seiner Aufgabe unterstützen.
Welche besonderen Schwerpunkte der Integrationsbeauftragte während seiner Amtsausübung setzt, bleibt dabei innerhalb des Fraktionsprogramms größtenteils ihm überlassen.

## Fraktionsposition
Innerhalb der Fraktion nimmt das Amt des Integrationsbeauftragten zusammen mit anderen legislativen Beauftragten eine Position außer der Reihe ein. Beim Thema Integration handelt es sich um einen breitgefächerten Querschnittsbereich. Da dieser in vielen Gremien problematisiert wird, besitzt er derzeit keinen eigenen Ausschuss im Bundestag.